# Горохов Володимир Іванович
Володимир Іванович Горохов (рос. Владимир Иванович Горохов; нар. 13 травня 1910, Москва, Російська імперія — пом. 1 листопада 1985, Москва, РРФСР) — радянський футболіст та тренер, виступав на позиції захисника. Заслужений тренер РРФСР (1965).

## Кар'єра футболіста
Футбольну кар'єру розпочав у команді клубу РГО в Москві. З 1923 року захищав кольори московських клубів «Червона Пресня» та «Харчовики». Футбольну кар'єру завершив у 1934 році в складі команди ЗІФ.

## Кар'єра хокеїста
У 30-х роках ХХстоліття був одним з найкращих захисників у хокеї на траві, викликався до збірної Москви та Російської РФСР. Чемпіон СРСР з хокею на траві 1933 року.
У 1947—1949 роках грав у «Крилах Рад» (Москва) в регіональних чемпіонатах з хокею на льоду, водночас був тренером команди.

## Кар'єра тренера
По завершенні кар'єри гравця розпочав тренерську діяльність. Спочатку допомагав тренувати, а потім самостійно очолив московський «Спартак». Також працював на різних посадах з іншими московськими клубами, такими як «Крила Рад», ВПС, «Торпедо» та «Локомотив». У 1953—1954 роках працював у калінінському «Спартаку», у 1962—1963 роках — з краснодарською «Кубанню», а в 1964 році — в одеському «Чорноморці». З липня по серпень 1974 року виконував обов'язки головного тренера «Чорноморця» (Одеса). У 1970 роках брав активну участь в організації спортивних змагань на ЗІЛі.

## Досягнення

### Як тренера
- Вища ліга чемпіонату СРСР
  -  Бронзовий призер (1): 1940

### Відзнаки
- Майстер спорту СРСР (1958)
- Заслужений тренер РРФСР (1965)